# Выдриха (Восточно-Казахстанская область)
Выдри́ха (каз. Выдриха) — село в Шемонаихинском районе Восточно-Казахстанской области Казахстана, административный центр Выдрихинского сельского округа. Код КАТО — 636839100.

## География
Село расположено в центральной части Шемонаихинского района, на левом берегу реки Уба:190—191, в 19 километрах к юго-востоку от районного центра города Шемонаиха. Ближайшая железнодорожная станция Шемонаиха — расположена в 20 километрах к северо-западу от села (по дороге — 27,7 км). Соседние населённые пункты: Крюковка к северу, Волчанка к северо-западу, Кандыковка в 6 километрах к северо-востоку. Транспортное сообщение осуществляется автомобильной дорогой KF-2 «Шемонаиха — Секисовка» (54 км). Высота центра населённого пункта — 321 метров над уровнем моря.

## История
Населённое место «Выдриха» фигурирует в списке населённых мест Томской губернии по сведениям на 1859 год. Так, Выдриха располагаясь в Бухтарминском участке Бийского округа имело при 136 дворах 884 человек (душ об. пола):68. По состоянию на 1893 год населённое место Выдриха относилось к Алекса́ндровской во́лости (волостное село — Шемонаевское:466—467):190—191. На 1911 год село Выдрихинское в составе Змеиногорского уезда:466—467:

На р. Убѣ, церковь, 2 молитвенныхъ дома, 1 церковно-приходская школа и училище, М. Н. П., 4 мелочныхъ лавки, хлебозанасный магазинъ, 3 маслодѣльныхъ завода, 1 винная лавка, 1 пивная лавка и кредитное товарищество.
— Списокъ населенныхъ мѣстъ Томской губерніи на 1911 годъ.
До 1917 года — в составе Змеиногорского уезда Томской губернии; до 1921 года — в Алтайской губернии. В июне 1921 года Выдри́хинская и несколько волостей Змеиногорского уезда были переданы в состав Семипалатинского уезда Семипалатинской губернии: Выдрихинская волость была присоединена к Шемонаевской. В 1928 году из Шемонаевской, частей Калининской, Убинской волостей Семипалатинского уезда и части Краснооктябрьской волости Усть-Каменогорского уезда был образован Шемона́ихинский райо́н.
Указом Президиума Верховного Совета Казахской ССР «Об образовании новых районов в областях Казахской ССР» от 16 октября 1939 года — «за счёт укрупнения Кировского и Шемонаихинского районов и пригородной зоны города Риддера» был образован Верх-Уби́нский райо́н с административным центром в селе Верхубинка соответственно:120—123. Указом Президиума Верховного Совета Казахской ССР от 20 июля 1959 года Верх-Убинский район был упразднён: Пахотный поссовет, Верхубинский, Выдрихинский и Большереченский сельсоветы были переданы в состав Шемонаихинского района, а Малоубинский, Куйбышевский и Секисовский сельсоветы — в состав Кировского района.

## Население
| Численность населения | Численность населения | Численность населения | Численность населения | Численность населения | Численность населения |
| 1859:68               | 1893:190—191          | 1911:466—467          | 1989                  | 1999                  | 2009                  |
| --------------------- | --------------------- | --------------------- | --------------------- | --------------------- | --------------------- |
| 884                   | ↗1618                 | ↗2440                 | ↗2572                 | ↗2914                 | ↘2378                 |